# Zenobia (jméno)
Zenobia (řecky Ζηνοβία) je ženské rodné jméno řeckéhoho původu.
Je ženským protějškem jména Zenobius, které je složeno z předpony odvozené od homérské formy jména boha Dia a přípony -bios. Jméno se tak řadí mezi teoforická jména.
Podle řeckého kalendáře má svátek 30. října. Církevní patronkou jména je svatá Zenobie, sestra svatého Zenobia, žijící za vlády císaře Diokleciána.